# Клаймен (Вісконсин)
Клаймен (англ. Clyman) — селище (англ. village) в США, в окрузі Додж штату Вісконсин. Населення — 712 особи (2020).

## Географія
Клаймен розташований за координатами 43°18′42″ пн. ш. 88°43′24″ зх. д. / 43.31167° пн. ш. 88.72333° зх. д. (43.311573, -88.723334).  За даними Бюро перепису населення США в 2010 році селище мало площу 0,95 км², уся площа — суходіл.

## Демографія
Згідно з переписом 2010 року, у селищі мешкали 422 особи в 163 домогосподарствах у складі 111 родини. Густота населення становила 446 осіб/км².  Було 177 помешкань (187/км²).
Расовий склад населення:
| - 95,3 % — білих - 1,2 % — корінних американців - 0,5 % — чорних або афроамериканців - 0,2 % — азіатів |

До двох чи більше рас належало 2,8 %. Частка іспаномовних становила 4,7 % від усіх жителів.
За віковим діапазоном населення розподілялося таким чином: 23,5 % — особи молодші 18 років, 65,8 % — особи у віці 18—64 років, 10,7 % — особи у віці 65 років та старші. Медіана віку мешканця становила 38,9 року. На 100 осіб жіночої статі у селищі припадало 108,9 чоловіків;  на 100 жінок у віці від 18 років та старших — 100,6 чоловіків також старших 18 років.
Середній дохід на одне домашнє господарство  становив 52 033 долари США (медіана — 45 000), а середній дохід на одну сім'ю — 57 382 долари (медіана — 48 750). Медіана доходів становила 38 125 доларів для чоловіків та 32 031 долар для жінок. За межею бідності перебувало 15,5 % осіб, у тому числі 32,1 % дітей у віці до 18 років та 13,1 % осіб у віці 65 років та старших.
Цивільне працевлаштоване населення становило 224 особи. Основні галузі зайнятості: виробництво — 29,5 %, освіта, охорона здоров'я та соціальна допомога — 24,1 %, роздрібна торгівля — 14,7 %, науковці, спеціалісти, менеджери — 7,1 %.